# Yulia Volkova
Yulia Volkova (tên tiếng Nga là Юля Волкова) (sinh ngày 20 tháng 2 năm 1985) là một trong hai thành viên trong ban nhạc t.A.T.u. cùng với Lena Katina. Yulia được coi là "cô gái hư" của nhóm.

## Thời thơ ấu
Yulia Volkova là con gái duy nhất của Oleg Volkov - một doanh nhân thành đạt và mẹ là Larissa Volkova, làm nghề thợ tóc. Lúc 7 tuổi, Yulia theo học tại một trường chuyên về âm nhạc và ở đó cô học chơi đàn piano. Lúc 9 tuổi, Yulia gia nhập nhóm Neposedi. Neposedi là một nhóm hát nổi tiếng cho trẻ con thời bấy giờ. Vài năm sau, Lena Katina cũng gia nhập nhóm này và hai người trở thành bạn. Năm 14 tuổi, Yulia rời Neposedi để gia nhập nhóm t.A.T.u.

## Sự nghiệp
Yulia nói với mọi người rằng cô bị đưổi khỏi Neposedi do uống rượu và chửi thề, nhưng Neposedi đã phản bác thông tin và nói rằng Yulia được tốt nghiệp sau khi hoàn tất nhiệm vụ trong nhóm. Yulia đã được chọn để làm thành viên thứ hai của t.A.T.u. vào năm 1999, sau khi Lena gia nhập và thu âm một số bài hát. Để được vào nhóm, Yulia đã phải cắt mái tóc dài vàng óng sang kiểu tóc tém nhuộm đen. Cô bị bắt phải tạo hình tượng sao cho đối nghịch hoàn toàn với Lena nếu muốn tiếp tục ở lại t.A.T.u.
Yulia bắt đầu thu âm những bài hát với tư cách thành viên t.A.T.u. nhưng do không giỏi tiếng Anh nên người quản lý đã mướn một giáo viên Anh để Yulia có thể hát thành thạo bằng thứ tiếng này. Trước đó, trong một số cuộc phỏng vấn, Yulia rất ít khi trả lời vì cô không hiểu và Lena phải giúp cô đối đáp. Thời gian sau, Yulia đã thể hiện trình độ tiếng Anh nhiều tiến bộ sau khi t.A.T.u. ở gần 6 tháng tại L.A. vào năm 2005 để thu album Dangerous and Moving và Lyudi Invalidy. Giờ đây, Yulia có thể tự mình trả lời tất cả các câu hỏi ngoại ngữ mà không cần đến sự giúp đỡ của Lena. Khả năng nói tiếng Anh của Yulia được dự đoán là sẽ tốt hơn nữa vì t.A.T.u. sẽ ở lại Mỹ trong vòng nữa năm để thu âm album thứ ba.

## Con đường diễn xuất
Yulia chính thức trình làng giới diễn xuất cùng cô bạn Lena trong bộ phim You and I, kể về chuyện tình giữa hai cô nàng gặp nhau ở show diễn của nhóm t.A.T.u tại Moscow.
Tháng Tám năm 2011, Yulia đóng vai nữ chính tên Natasha trong phim hài kinh dị Zombie Fever.

## Những tin đồn về Yulia
Tháng 2/2003, có tin đồn là Yulia đã đi phá thai và tin này đã được đính chính bởi Yulia vào tháng 12/2003 trong "Anatomy of t.A.T.u." rằng cô đã đi phá thai một lần. Giọng của Yulia đã bị khàn khi cô phải hét quá to trong khi thu âm cho album thứ hai. Yulia đã đi mổ để giúp giọng cô bớt khàn. Cô đã phải trả chi phí bệnh viện trong khi những người quản lý của t.A.T.u. phải trả.
Tháng 5/2004, Yulia tuyên bố mang thai với người bạn trai lau năm là Pavel (Pasha) Sidorov. Tuy nhiên, vụ việc này gây ra rất nhiều tai tiếng do Sidorov vốn là người đã có vợ con từ trước. Ngày 23/9, Yulia sinh con gái tên Viktoria Volkova rồi chia tay với Sidorov vào mùa thu 2005. Tuy nhiên cô nàng đã tìm được một người bạn trai mới - Tigran, trong khi nghỉ dưỡng ở Los Angeles năm 2005 để tiếp tục thu âm album thứ hai.
Tháng 4/2006, có tin đồn cô cặp với Vlad Topalov, ca sĩ trong ban nhạc Smash của Nga. Nhưng vào tháng 1/2007, Yulia chia tay Vlad vì cá tính không hợp nhau.
Năm 2007, Yulia kết hôn với doanh nhân Parviz Yasinov, sinh cho ông một cậu con trai tên Samir.